# Edmond Nazarjan
Edmond Armen Nazarjan (bułg. Едмонд Армен Назарян; ur. 19 stycznia 2002) – bułgarski zapaśnik walczący w stylu klasycznym. Srebrny medalista mistrzostw świata w 2022 roku.
Mistrz Europy w 2020 i 2023; drugi w 2022; trzeci w 2024. Brązowy medalista igrzysk olimpijskich młodzieży w 2018. Mistrz Europy juniorów w 2022 i trzeci w 2021; MŚ kadetów w 2018 i 2019. Mistrz Europy kadetów w 2018 i 2019 roku.
Jego ojciec, Armen Nazarian był dwukrotnym mistrzem olimpijskim w zapasach w 1996 i 2000 roku.